# 国道408号

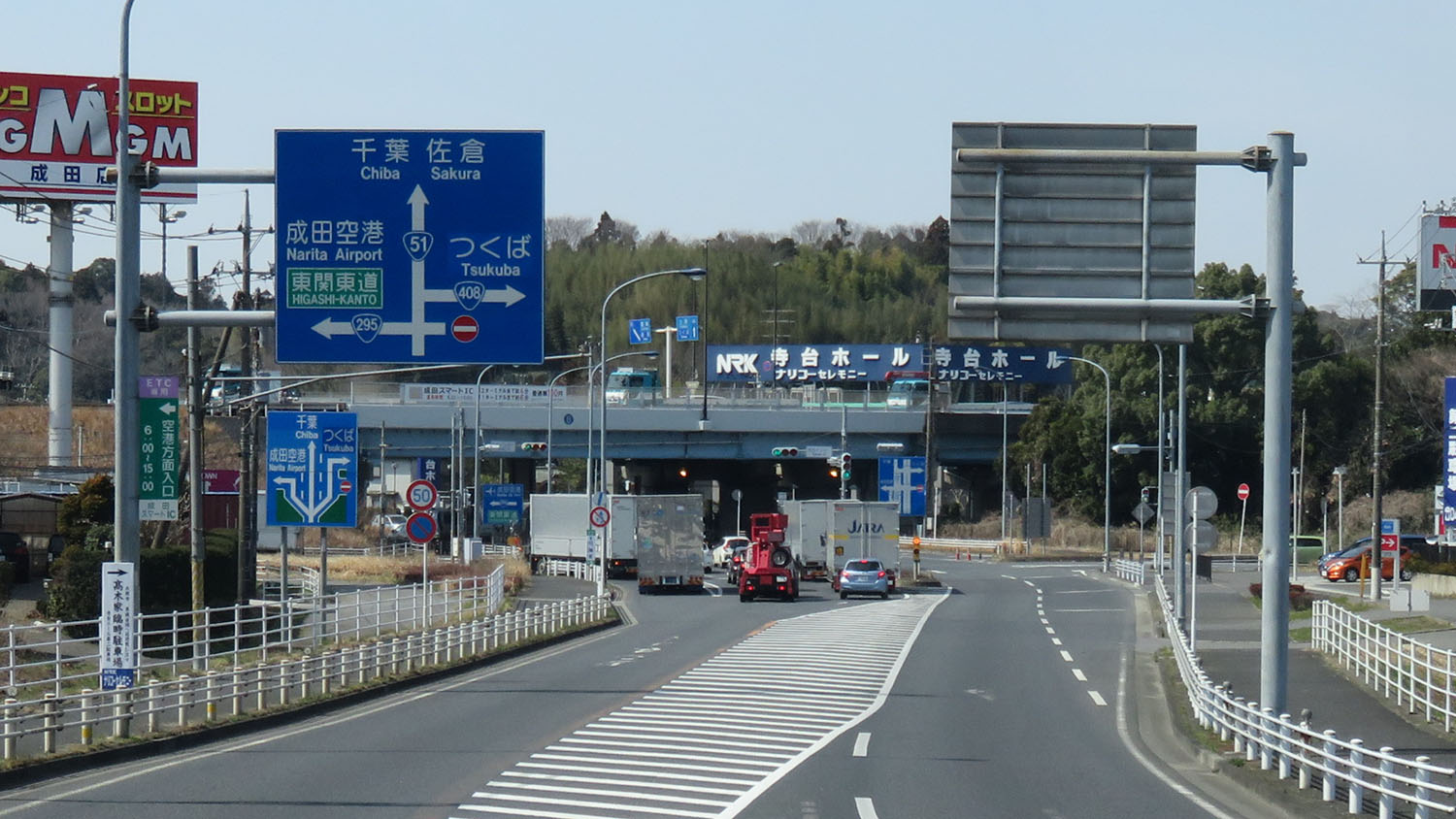
国道408号 起点
千葉県成田市 寺台インター
（国道295号 終点）

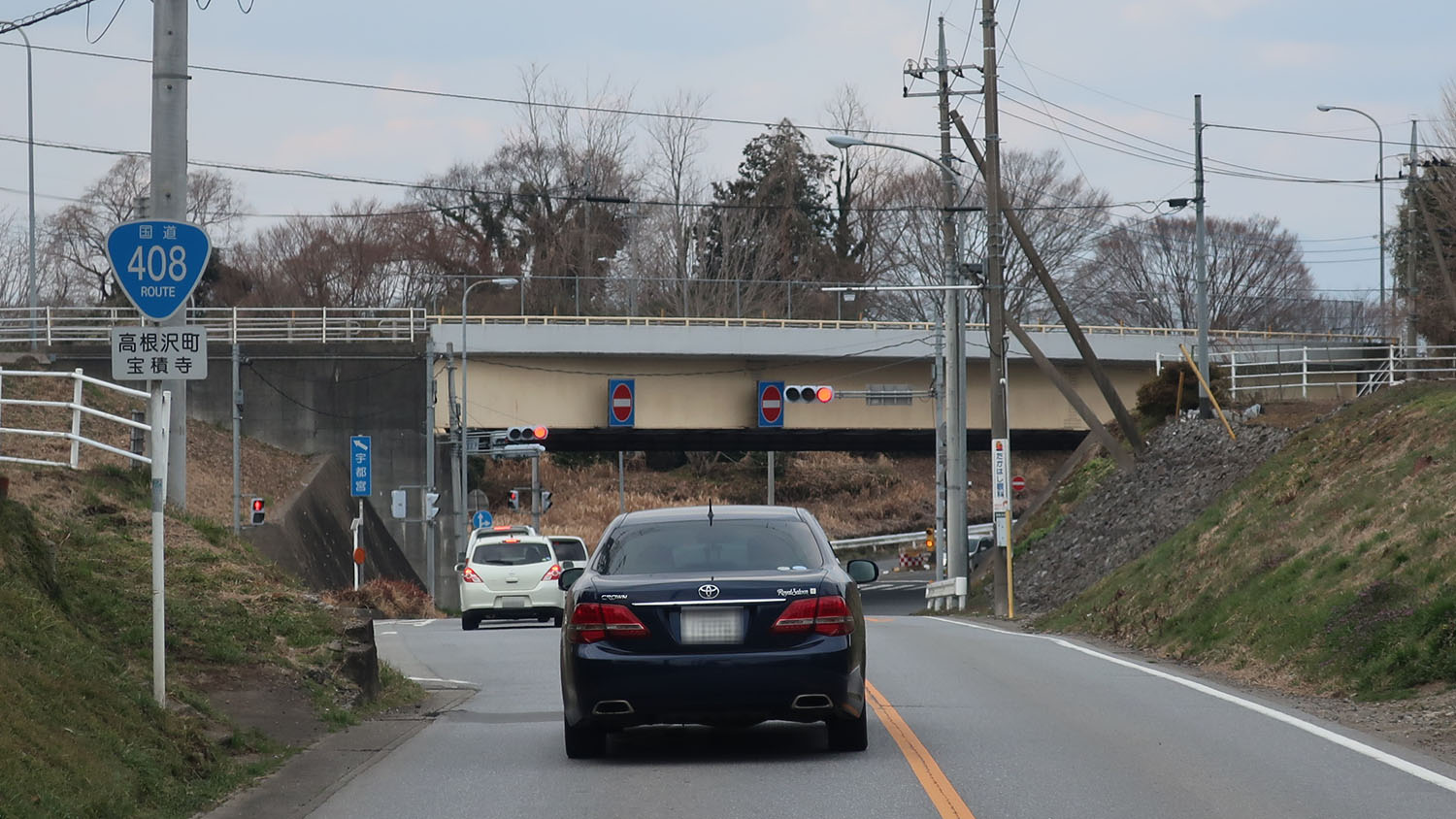
国道408号 終点
栃木県塩谷郡高根沢町
宝積寺交差点

国道408号（こくどう408ごう）は、千葉県成田市から栃木県塩谷郡高根沢町に至る一般国道である。

## 概要

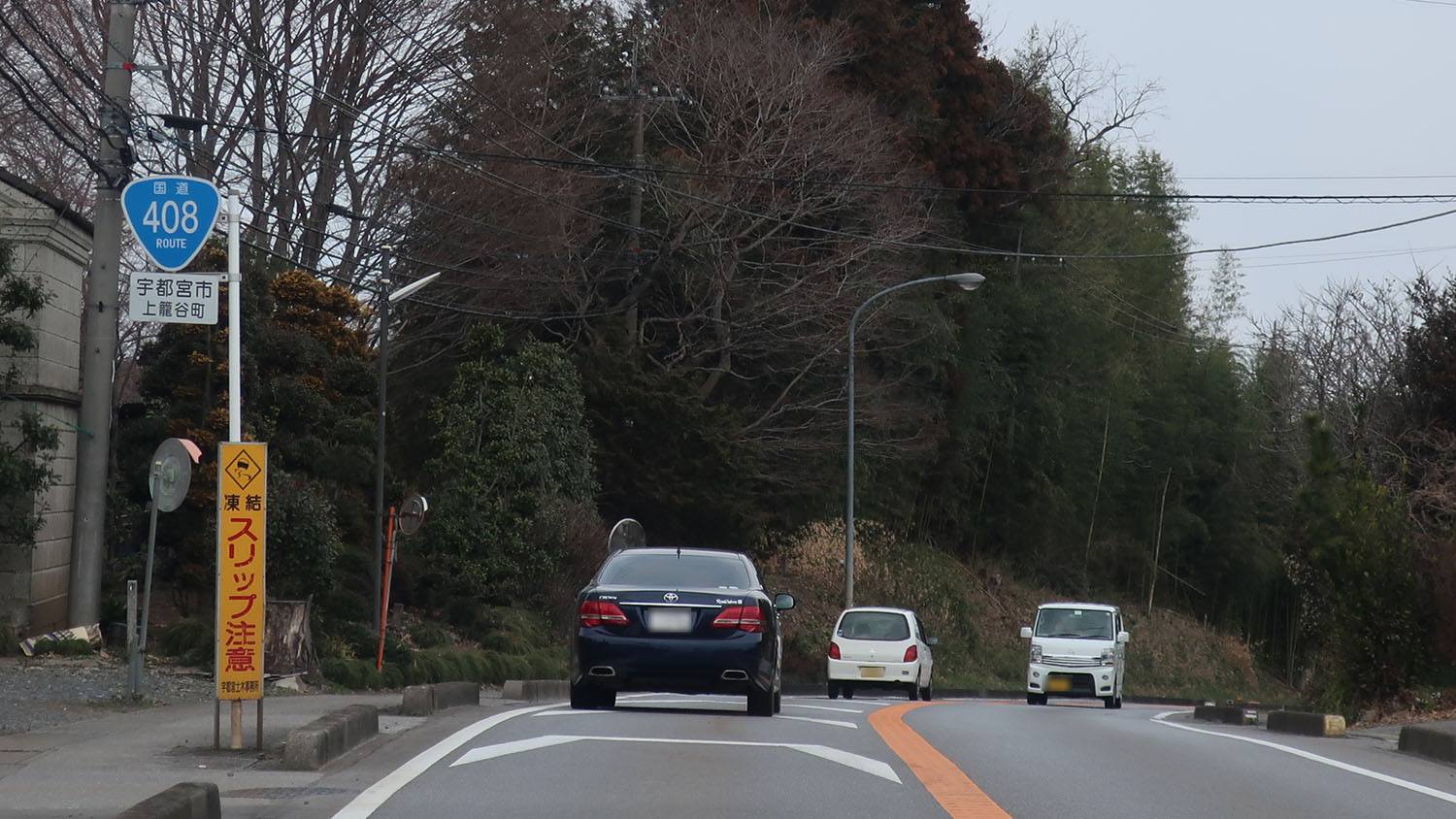
栃木県宇都宮市上籠谷町
（2019年3月）

千葉県成田市や茨城県つくば市の国際都市を結ぶ重要な路線となっている。1982年に（昭和57年）に、研究学園都市として整備されることに決定した筑波地区と、国際空港を持つ成田市とを結ぶ路線として国道指定を受けた。
1993年（平成5年）に栃木県宇都宮市方面（終点は塩谷郡高根沢町に入る）への延伸が決定した。真岡市内では、全国的に珍しい時速80 km/h制限のバイパスが開通している。沿線では数字を取って「ヨンマルハチ」などと呼ばれている。
2012年（平成24年）3月14日の正午より真岡市下籠谷の井頭公園南陸橋南 - 同市亀山の亀山和田橋南までのバイパス区間を最高速度規制を時速80 km/hに引き上げた（2012年（平成24年）3月5日栃木県警察交通規制課が発表）。時速80 km/h規制の一般道路（道路交通法上の高速道路以外の道路）は国道119号宇都宮北道路に続き全国2例目で、同所と同様に荒天時は道路状況によって、規制速度を変更できるようになっている。

### 路線データ
一般国道の路線を指定する政令に基づく起終点および重要な経過地は次のとおり。
- 起点：成田市（寺台インター交差点 = 国道51号、国道295号終点）
- 終点：栃木県塩谷郡高根沢町（宝積寺交差点 = 国道4号、栃木県道10号宇都宮那須烏山線交点）
- 重要な経過地：牛久市、つくば市、下妻市、下館市[注釈 2]、真岡市、宇都宮市
- 総延長 : 124.7 km（茨城県 62.8 km、栃木県 50.6 km、千葉県 11.3 km）重用延長を含む。[3][注釈 3]
- 重用延長 : 22.7 km（茨城県 14.0 km、栃木県 8.6 km、千葉県 0.0 km）[3][注釈 3]
- 未供用延長 : なし[3][注釈 3]
- 実延長 : 102.1 km（茨城県 48.8 km、栃木県 42.0 km、千葉県 11.3 km）[3][注釈 3]
  - 現道 : 81.8 km（茨城県 48.4 km、栃木県 22.2 km、千葉県 11.3 km）[3][注釈 3]
  - 旧道 : 0.4 km（茨城県 0.4 km、栃木県 - km、千葉県 - km）[3][注釈 3]
  - 新道 : 19.9 km（茨城県 - km、栃木県 19.9 km、千葉県 - km）[3][注釈 3]
- 指定区間：なし[4]

### 国道の分断
国道408号は元来、成田市からつくば市までであったが、1993年（平成5年）に宇都宮市近郊の塩谷郡高根沢町まで延伸された。その際、栃木県道真岡高根沢線（18 km）は国道に昇格したものの、つくば市から下館市（現・筑西市）を結ぶ茨城県道下館筑波線（現・茨城県道14号筑西つくば線、25 km）は国道に昇格せず、そのため地図上では国道408号はつくば市から下館市の間は分断されたかたちとなった。
1994年（平成6年）3月、朝日新聞は当時の建設大臣中村喜四郎の反対により、下館筑波線は国道に昇格しなかったとの建設省関係者の証言を報じた。
当時の下館筑波線と真岡高根沢線の沿道にある7自治体および2県は、1987年（昭和62年）より国道昇格に向けた期成同盟を立ち上げ、県も強く建設省に陳情した。しかし1990年（平成2年）に、自民党道路調査会の会長代理に中村喜四郎が就任して以降、雰囲気が変化した。1992年（平成4年）3月の国道昇格の道路審議会が開催された当時、衆議院の旧茨城3区には中村以外に2人の自民党議員がいたが、下館筑波線の沿道にあった下館市と明野町（いずれも現・筑西市）のいずれの市長・町長も中村派ではなかった。
自民党道路審議会後の10月に行われた下館市長の選挙では中村派が当選したものの、明野町は中村の地盤ではなく、1993年（平成5年）7月の総選挙では、この2人が合わせて9千票以上を得票したのに対し、中村は219票しか得票できなかった。建設省道路局の関係者は、下館筑波線は常識的には当然、国道に昇格すべき道路であったが、中村の反対により見送らざるを得なかったと証言。地元では沿線の首長が自派でないために「国道昇格を阻止されたと受け止めている」という。

## 歴史
国道408号は、1985年（昭和60年）に開催された国際科学技術博覧会（つくば万博）に備えて、成田市に所在する新東京国際空港（現：成田空港）から茨城県筑波郡谷田部町（現：つくば市）の万博会場を結ぶ交通アクセス路を整備することを主目的として、1982年（昭和57年）4月に在来の主要地方道から一般国道に指定された路線である。成田 - つくば間を結ぶ国道408号が誕生した数年後、茨城県道下館筑波線と、栃木県道真岡高根沢線の国道昇格運動が始まり、両県道を国道408号へ組み込んで、成田からつくばを経由して栃木県宇都宮市近郊をつなぐ路線へ延伸する計画が立てられていた。当時の県や建設省も地元市町村自治体の国道昇格運動を後押しし、両県道の国道昇格は確実視されていた。
最後に一般国道路線の追加指定が行われる年となった1993年（平成5年）の4月に、つくば市 - 栃木県高根沢町の区間が国道408号に追加指定されて、千葉県成田市 - 栃木県高根沢町の一般国道の路線となった。その際に栃木県道真岡高根沢線が国道昇格を果たして国道408号へ編入されたが、前述の通り、茨城県道下館筑波線は国道昇格を逸している。

### 年表
- 1982年（昭和57年）4月1日：一般国道408号（茨城県筑波郡筑波町（現：つくば市） - 千葉県成田市）
  - 茨城県区間（筑波郡筑波町大字田中 - 稲敷郡河内村（県界））の延長48.48 km（実延長48.48 km）を道路区域に決定[8][9]。
- 1985年（昭和60年）3月15日：稲敷郡牛久町大字柏田（中柏田交差点） - 同町栄町3丁目（栄町三丁目交差点）の区間（約0.7 km）を4車線化供用開始[10]。
- 1993年（平成5年）7月22日：一般国道408号（千葉県成田市 - 栃木県塩谷郡高根沢町）。
  - つくば市大字田中（国道125号分岐＝田中交差点）- 栃木県塩谷郡高根沢町までの区間が路線延長の道路区域として決定される[11]。
- 2000年（平成12年）4月1日：茨城県稲敷郡河内町大字田川 - つくば市田中の区間が、通行する車両の最大重量限度25トンの道路に指定される[12]。
- 2004年（平成16年）3月22日：茨城県牛久市岡見町 - つくば市榎戸の区間を、通行する車両の高さの最高限度4.1 mの道路に指定[13]。
- 2006年（平成18年）4月6日：つくば市小野崎 - 同市大曽根の区間を、通行する車両の高さの最高限度4.1 mの道路に指定[14]。
- 2008年（平成20年）4月1日：稲敷郡河内町長竿 - 稲敷市松山の区間を、通行する車両の高さの最高限度4.1 mの道路に指定[15]。
- 2016年（平成28年）4月1日：つくば市榎戸 - 同市松代2丁目の区間を、通行する車両の高さの最高限度4.1 mの道路に指定[16]。
- 2017年（平成29年）10月27日：真岡市寺内 - 真岡市長田の区間（真岡南バイパス全線および八木岡バイパスの一部区間）を区域に追加[17]。
- 2019年（令和元年）7月31日：牛久市猪子町（学園都市南入口交差点） - つくば市西大井（大井北交差点）間を、国際コンテナ車[注釈 4]の重量・長さ上限を引き上げる道路に指定[18]。
- 2024年（令和6年）4月1日：つくばバイパスの旧道区間である、つくば市田中（田中交差点） - 明石交差点 - 同市寺具（寺具西交差点）間（4.172 km）が市道に降格。同バイパス全区間（田中交差点 - 池田南交差点 - 寺具西交差点、国道125号と重用：4.805 km）を国道408号に指定[19]

## 路線状況

### 道路概況

#### 成田市
国道51号と国道295号が交差する「寺台インター」が起点である。国道295号とは立体交差で連結されている。少し走ると右側にイオンモール成田などの大型商業施設やロードサイド店がある。起点からしばらくは4車線が続くが、土屋交差点で右折するとすぐに押畑インターで国道464号北千葉道路と交差し、以降は単調な2車線道路が続く。

#### 稲敷郡河内町・稲敷市
長豊橋で利根川を越えると、茨城県稲敷郡河内町に入る。河内町へ入ってからも道路状況や周辺地域に変わりはなく、単調な2車線道路が続く。堂前橋で新利根川を越えると、稲敷市に入る。引き続き道路状況には変化がない。松山交差点を左折すると、右側に今までより森林が増えてくる。

#### 牛久市

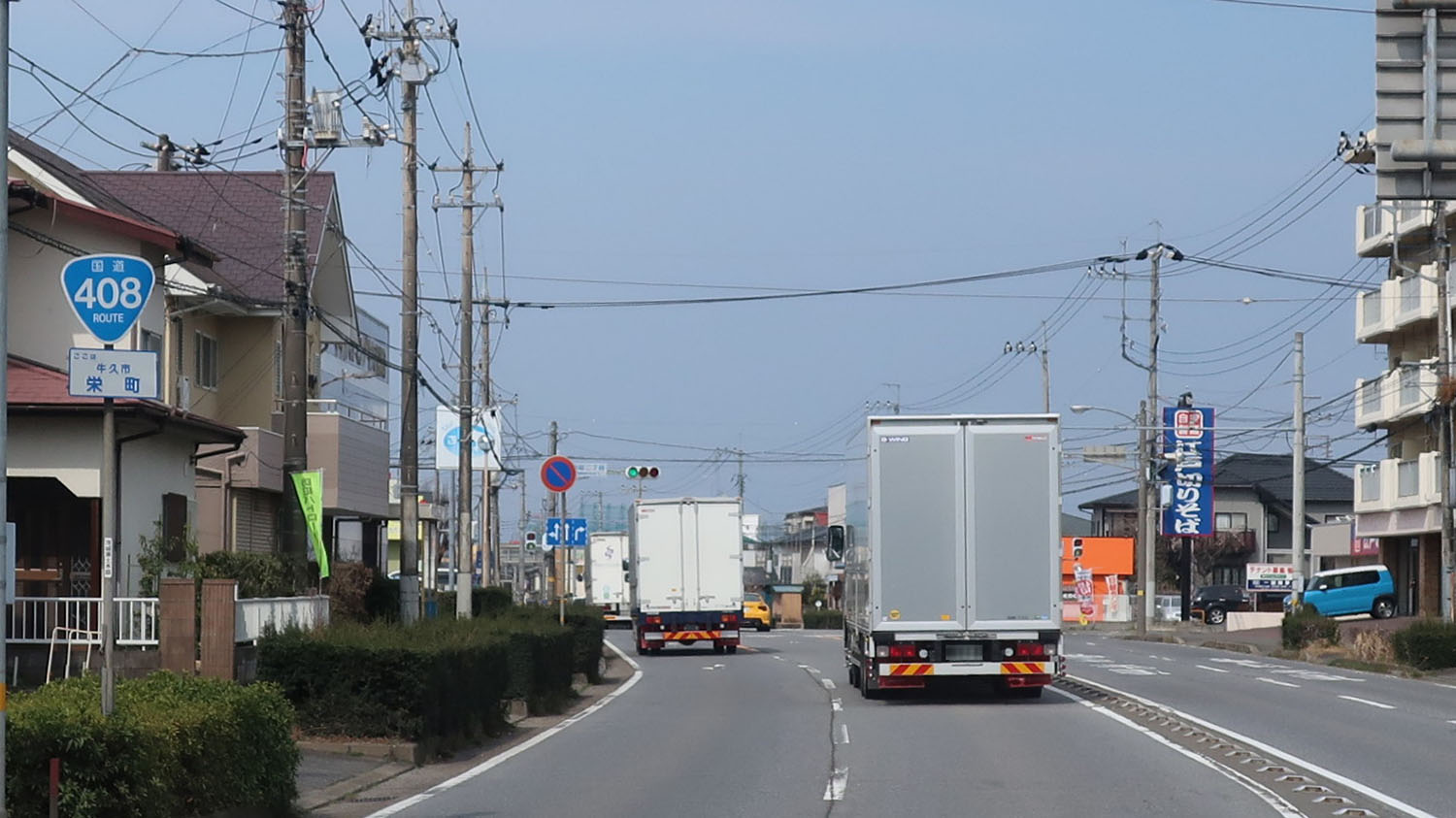
茨城県牛久市栄町
(2019年3月)

牛久市に入ってからも大きな変化はなく、引き続き田園地帯を進んでいく。ただ、中柏田交差点へ来ると道路状況と周辺地域に大きな変化が出てくる。そこからは4車線の道が復活し、ロードサイド店も増えてくる。この状況はつくば市に入ってからも続く。国道6号との学園都市南入口交差点と交通量も次第に増えてくる。

#### つくば市

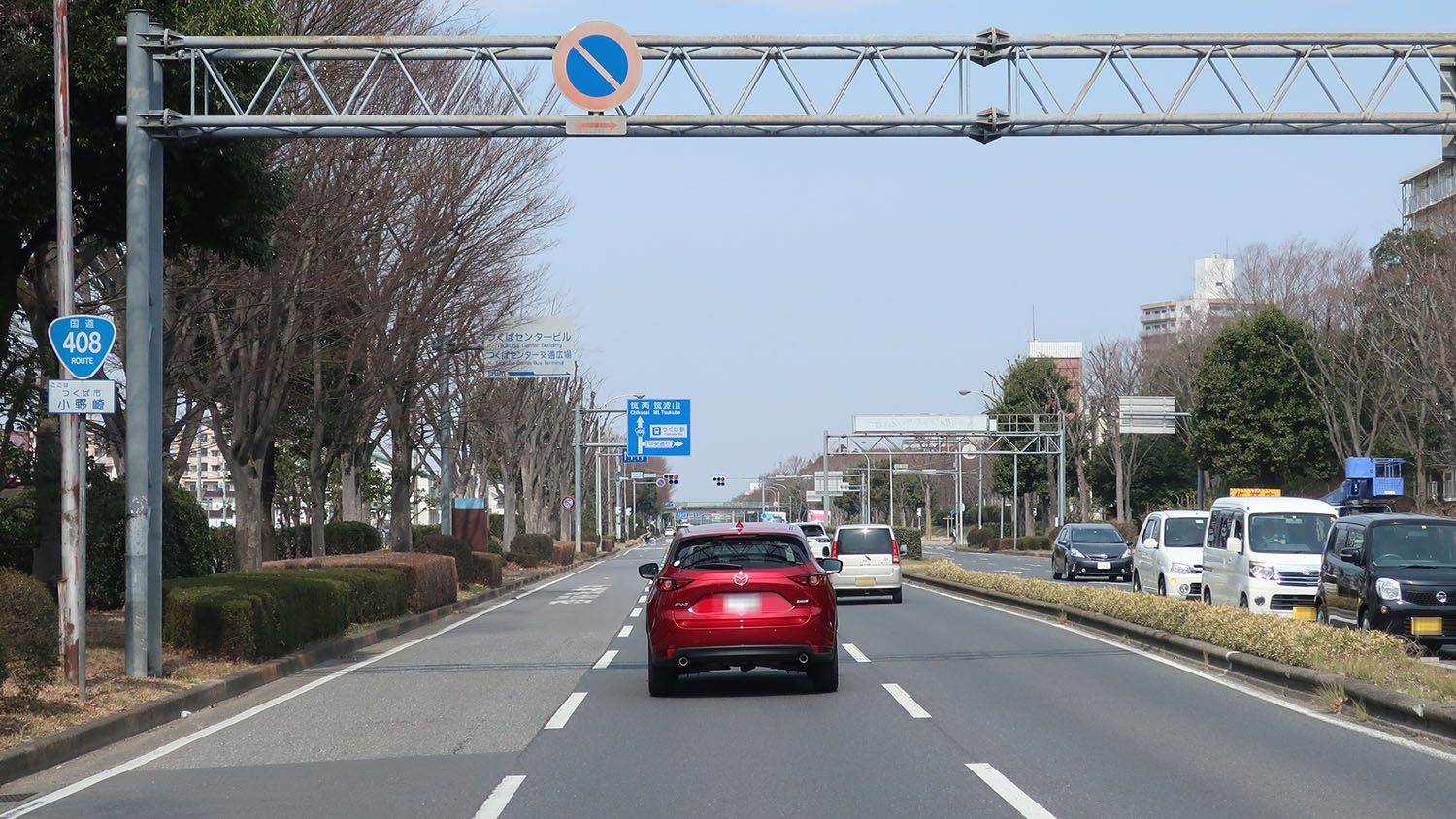
茨城県つくば市小野崎
(2019年3月)

つくば市に入ると牛久市よりはロードサイド店が減ってくるが、道路状況に変化はない。しばらく走り続けると、松代交差点を右折する。この辺りからは6車線になり、ロードサイド店が再び増えてくる。その様な状況でつくば市中心部に向かい、学園西交差点で左折すると、学園西大通りという名前になる。春日1丁目西交差点からは4車線に戻る。
西大通り入口交差点を左折してからも道路状況や周辺状況に変化はない。この辺りからロードサイド店は減ってくる。国道125号との田中交差点で長く続いていた4車線区間も終わりを迎える。田中交差点からはつくばバイパス区間となり、暫定2車線での開通となっている。ここから下妻市の国道294号交点（高木川西交差点）までは国道125号との重複区間である。旧道は集落沿いのカーブの多い道を通り抜けていたが、バイパスは旧道北側の田園地帯を通過している。

#### 下妻市
下妻市に入ると、再び4車線区間になる。それに伴い、ロードサイド店も次第に増えてくる。国道294号との高木川西交差点で右折し、以降は栃木県真岡市まで国道294号（常総バイパス・二宮バイパス）との重複区間となる。

#### 真岡市

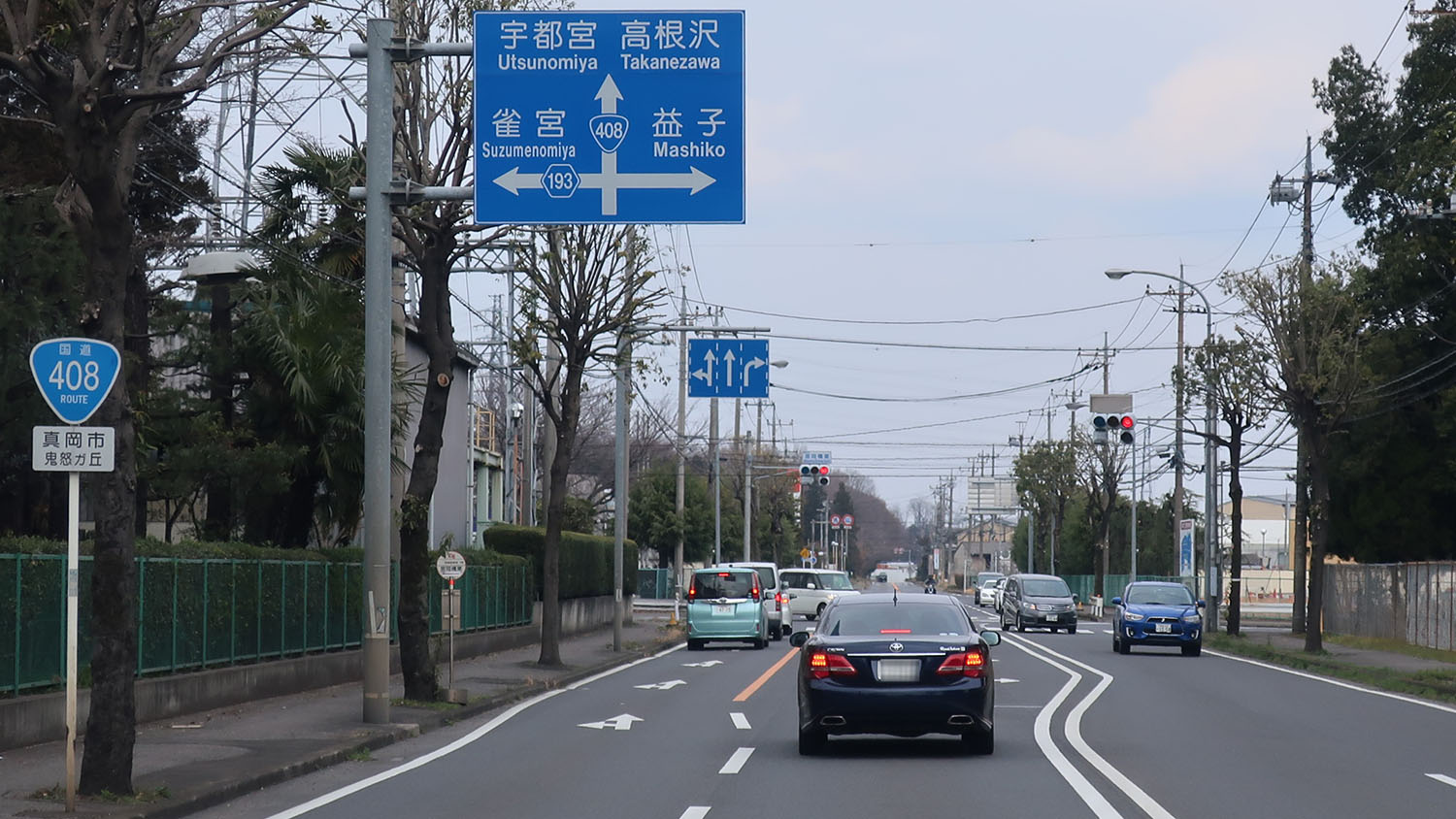
栃木県真岡市鬼怒ケ丘
(2019年3月)

寺内南交差点で国道294号との重複区間が終わり、国道408号現道は左手に分かれる（かつては南東の石島交差点で国道294号旧道とも接続していたが、現在は指定解除）。4車線区間となるが、1車線あたりの幅員が一般的な4車線国道に比べて狭く、トレーラーや大型トラックは車線いっぱいに走行してくる。道沿いには本田技研工業やコマツなどの工場団地が現れる。
栃木県道47号真岡上三川線と交差する長田交差点を過ぎると再び2車線になり、工場群は消え、田園風景になる。北関東自動車道をくぐり、下籠谷交差点を左斜め前に折れると、上籠谷交差点まで国道121号と重複する区間になり、宇都宮市に入る。

#### 宇都宮市

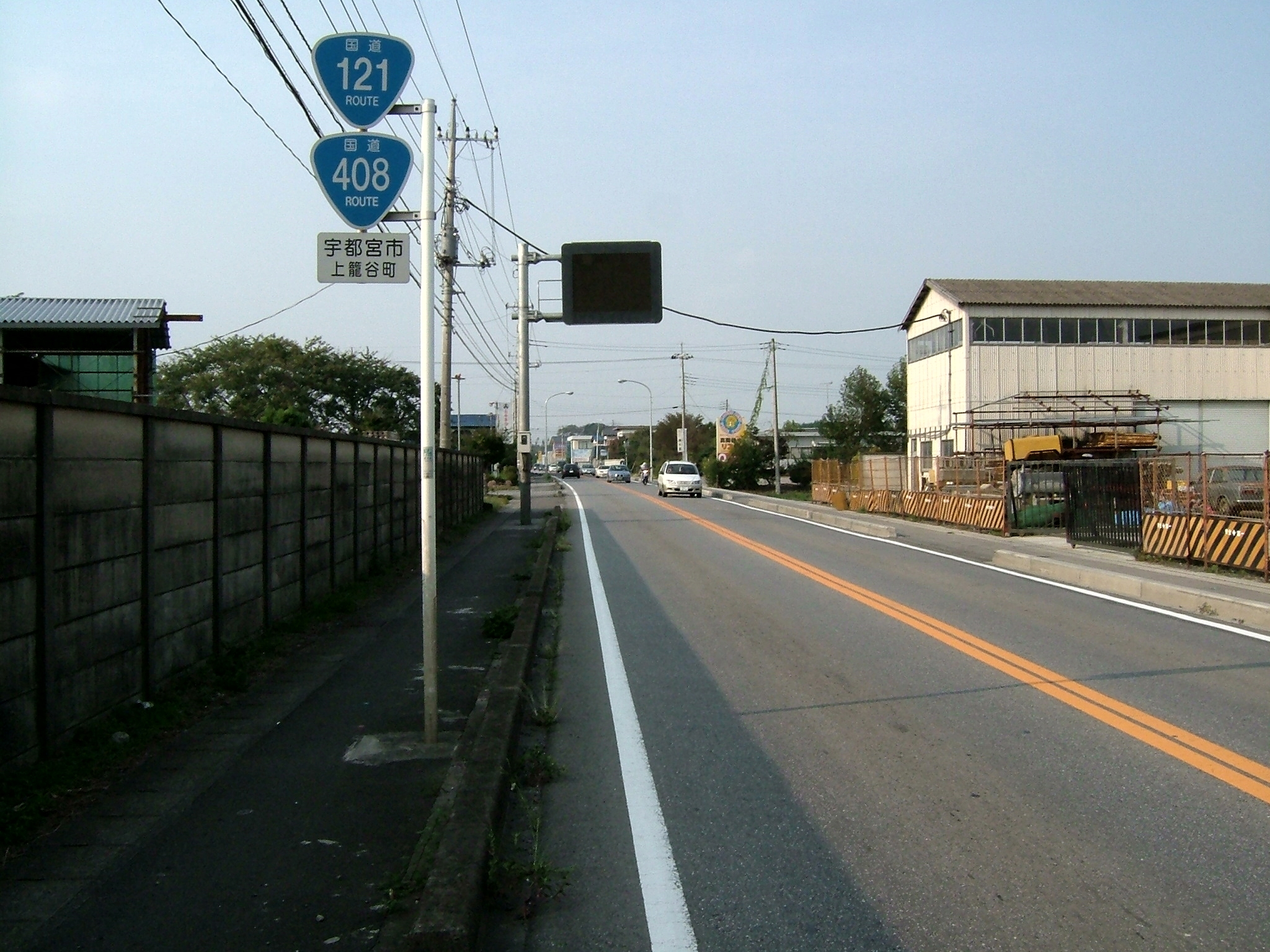
国道121号との重複区間
宇都宮市上籠谷町（2004年9月）

宇都宮市に入ると、上籠谷交差点で重複していた国道121号は左に折れる。鐺山町交差点で国道123号と交差してからは2車線は続くが、幅員も狭くなり曲率半径の小さいカーブが多く、山が道際まで迫る区間や鬼怒川の土手上を国道が通過している区間もある。宝積寺交差点手前で塩谷郡高根沢町に入るとすぐに宝積寺交差点で国道4号にあたり、終点となる。

### 別名
括弧の数字は、成田市内の主要交差点における数字記号化による交差点番号である。
- 空港通り（成田市・(8)寺台IC-(12)土屋交差点）
- 長豊街道（成田市・(12)土屋交差点-長豊橋）
- 牛久学園通り（牛久市・柏田農協交差点-つくば市・松代交差点）
- 土浦学園線（松代交差点 - 学園西交差点）
- 学園西大通り（学園西交差点 - 西大通り入口交差点）
- 学園東大通り（西大通り入口交差点 - 田中交差点）

### バイパス

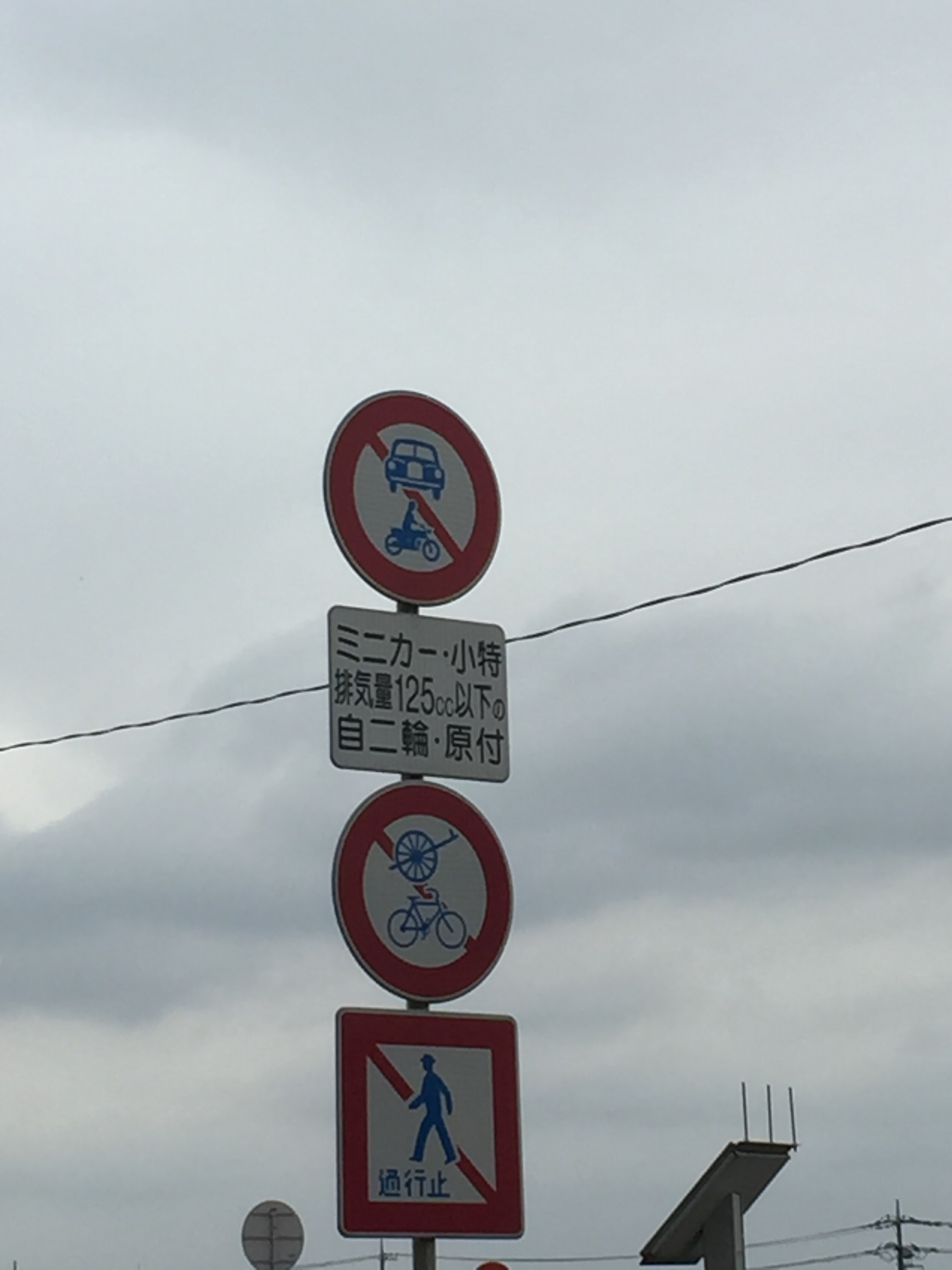
清原工業団地交差点付近の真岡宇都宮バイパス（鬼怒テクノ通り）入口
通行止めの標識によって歩行者、自転車、小型自動二輪車、原動機付自転車などは通行が禁止されており、自動車専用道路に準ずる規制が敷かれている。

- つくばバイパス（全区間国道125号と重複）
- 常総バイパス（国道408号区間は国道294号と重複）
- 二宮バイパス（全区間国道294号と重複）
- 八木岡バイパス（国道408号区間は国道294号と重複）
- 鬼怒テクノ通り
  - 真岡南バイパス
  - 真岡バイパス
  - 真岡北バイパス
  - 真岡宇都宮バイパス
- 宇都宮高根沢バイパス（事業中）

### 重複区間
- 国道125号（茨城県つくば市・学園都市北入口（田中）交差点 - 下妻市・高木川西交差点）
- 国道294号（茨城県下妻市・高木川西交差点 - 真岡市・寺内南交差点）
- 国道121号（栃木県真岡市・下籠谷交差点 - 宇都宮市・上籠谷交差点）

### 道路施設

#### 橋梁
- 長豊橋（利根川、千葉県成田市・印旛郡栄町 - 茨城県稲敷郡河内町）

#### 道の駅
- 茨城県
  - しもつま（下妻市）
- 栃木県
  - にのみや（真岡市）

### 交通量
- 千葉・茨城県境 長豊橋付近：16,546台/日（平成22年度調査）[20]

## 地理

### 通過する自治体
- 千葉県
  - 成田市[注釈 5]
- 茨城県
  - 稲敷郡河内町 - 稲敷市 - 牛久市 - つくば市 - 下妻市 - 筑西市
- 栃木県
  - 真岡市 - 宇都宮市 - 塩谷郡高根沢町

### 交差する道路

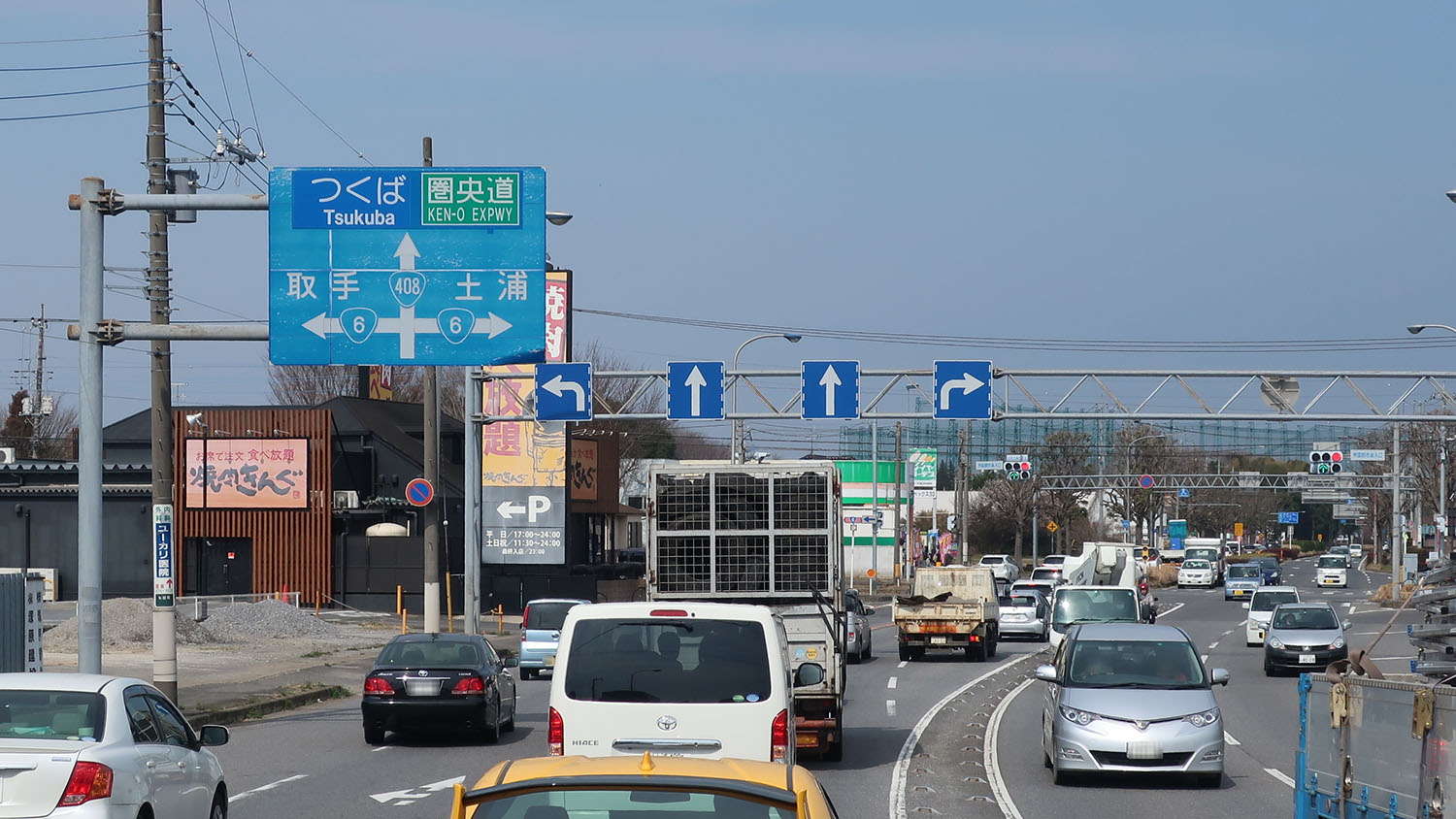
国道6号との交差
茨城県牛久市柏田町

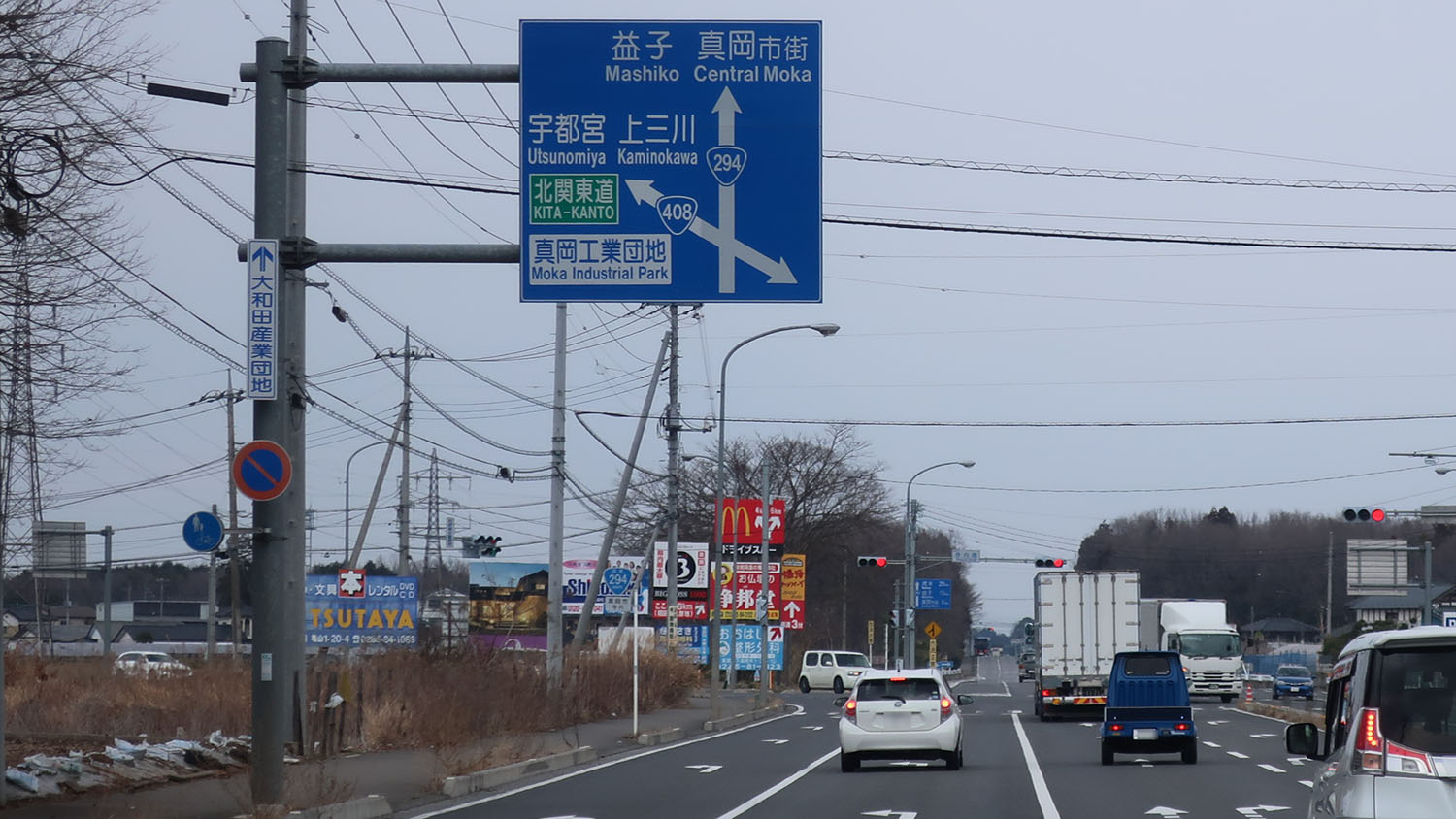
国道294号との分岐
栃木県真岡市寺内

- 国道295号、国道51号（成田市寺台インター交差点、起点）
- 千葉県道63号成田下総線（成田市成田国際文化会館交差点）
- 千葉県道18号成田安食線（現道：成田市成田山裏門入口、バイパス：成田市土屋交差点）
- 国道464号（北千葉道路）（成田市）
- 千葉県道161号成田滑河線（成田市宝田交差点）
- 国道356号（成田市長豊橋交差点）
- 茨城県道・千葉県道11号取手東線（河内町長竿東交差点）
- 茨城県道5号竜ヶ崎潮来線（稲敷市角崎交差点）
- 茨城県道49号江戸崎新利根線（稲敷市角崎　- 稲敷市松山、重複）
- 茨城県道・千葉県道68号美浦栄線（牛久市島田町～正直町、重複）
- 茨城県道34号竜ヶ崎阿見線（牛久市正直町交差点）
- 茨城県道48号土浦竜ヶ崎線（バイパス：牛久市岡見下宿交差点、現道：牛久市岡見交差点）
- 茨城県道272号牛久停車場線（牛久市栄町三丁目交差点）
- 国道6号（牛久市学園都市南入口交差点）
- 茨城県道202号館野牛久線（牛久市はんの木台交差点）
- 国道6号牛久土浦バイパス（つくば市）
- 国道354号（つくば市榎戸交差点）
- 茨城県道19号取手つくば線（茨城県道123号土浦坂東線重複、つくば市松代交差点）
- 茨城県道123号土浦坂東線（つくば市学園西交差点、学園西大通り・茨城県道244号妻木赤塚線重複。土浦学園線・茨城県道237号花室牛久線）
- 国道125号（つくば市 - 下妻市、重複）
- 国道294号（下妻市 - 真岡市、重複）
- 茨城県道7号石岡筑西線（筑西市）
- 国道50号下館バイパス（筑西市）
- 栃木県道・茨城県道316号真岡下館線（真岡市松山町）
- 北関東自動車道（真岡IC）
- 栃木県道47号真岡上三川線（真岡市長田交差点）
- 栃木県道193号雀宮真岡線（真岡市宮岡橋東 - 鬼怒ヶ丘交差点まで重複区間）
- 国道121号（真岡市 - 宇都宮市、重複）
- 栃木県道46号宇都宮真岡線（真岡市 - 宇都宮市、重複）
- 国道123号（宇都宮市）
- 栃木県道64号宇都宮向田線（宇都宮市道場宿交差点）
- 国道4号（塩谷郡高根沢町、終点）